# 甘油-3-磷酸脱氢酶 (NAD(P)+)
甘油-3-磷酸脱氢酶 [NAD(P)+]（EC 1.1.1.94 （页面存档备份，存于）），是一种以NAD+或NADP+为受体、作用于供体CH-OH基团上的氧化还原酶，化学式为：C1675H2684O491N446S20。这种酶能催化以下酶促反应：
sn-甘油-3-磷酸 + NAD(P)+ {\displaystyle \rightleftharpoons } 磷酸甘油酮 + NAD(P)H + H+
甘油-3-磷酸脱氢酶 [NAD(P)+]主要参与磷酸甘油酯的代谢过程。大肠杆菌（Escherichia coli）的甘油-3-磷酸脱氢酶 [NAD(P)+]显示出对NADPH的B域的特异性。